# عبد الله كاظم
عبد الله كاظم (مواليد 31 يوليو 1996) لاعب كرة قدم إماراتي يجيد اللعب في الوسط مع نادي حتا الإماراتي .

## مسيرة اللاعب
لعب مع نادي الوصل ونادي حتا ونادي الشارقة ونادي البطائح ونادي الوحدة.

## روابط خارجية
- عبد الله كاظم على موقع Soccerway.com (الإنجليزية)
- عبد الله كاظم على موقع عالم كرة القدم.نت (الإنجليزية)